# Toy Dolls
A Toy Dolls ("Játékbabák") egy brit punkegyüttes. Tagok: Michael Algar "Olga", Duncan Redmonds "The Amazing Mr. Duncan" és Tom Blyth "Tommy Goober". 1979-ben alakultak Sunderlandben. Első nagylemezük 1983-ban jelent meg. A zenekar volt az első olyan punkegyüttes, amely a lázadás és anarchia helyett a humort helyezte a középpontba. Népszerű dalokat is feldolgoztak már (pl. The Final Countdown, Kids in America) punk stílusban.

## Diszkográfia
- Dig that Groove Baby (1983)
- A Far Out Disc (1985)
- Idle Gossip (1986)
- Bare Faced Cheek (1987)
- Ten Years of Toys (1989)
- Wakey Wakey (1989)
- Twenty Two Tunes live from Tokyo (1990)
- Fat Bob's Feet (1991)
- Absurd-Ditties (1993)
- Orcastrated (1995)
- One More Megabyte (1997)
- On Stage in Stuttgart (1999)
- Anniversary Anthems (2000)
- Our Last Album? (2004)
- Treasured Toy Dolls Tracks Live (2006)
- The Album After the Last One (2012)
- Olgacoustic (2015)
- Episode XIII. (2019)